# Sommer-Paralympics 1992/Teilnehmer (Namibia)
| stlisierte Goldmedaille | stlisierte Silbermedaille | stlisierte Bronzemedaille |
| ----------------------- | ------------------------- | ------------------------- |
| —                       | —                         | —                         |

Namibia nahm mit zwei Athleten an seinen ersten Paralympischen Spielen 1992 im spanischen Barcelona teil.

## Teilnehmer nach Sportart

### Diskuswurf
Frauen
- Marie van der Watt

Diskuswurf C5>8 – ohne Ergebnis
- Anna Shipena

Diskuswurf THS2 – 14,78 m (14. Platz)

### Speerwurf
Frauen
- Marie van der Watt

Speerwurf C5>8 – 18,86 (5. Platz)
- Anna Shipena

Speerwurf THS2 – 18,74 m (7. Platz)

### Kugelstoßen
Frauen
- Marie van der Watt

Kugelstoßen C5>8 – 7,55 m (4. Platz)
- Anna Shipena

Kugelstoßen THS2 – 6,06 m (14. Platz)